# Diecezja Moramanga
Diecezja Moramanga – diecezja rzymskokatolicka na Madagaskarze, powstała w 2006.

## Biskupi diecezjalni
- bp Gaetano Di Pierro SCJ (2006–2018)
- bp Rosario Saro Vella (od 2019)